# Zoë Haas
Zoë Haas (Calgary, 24 gennaio 1962) è un'ex sciatrice alpina svizzera.

## Biografia
Sciatrice polivalente nata a Calgary in Canada ma originaria di Engelberg, Zoë Haas ottenne il primo risultato di rilievo in Coppa del Mondo il 4 febbraio 1979 a Pfronten giungendo 19ª in discesa libera. Quattro anni dopo, il 10 gennaio 1983, salì per la prima volta sul podio nel circuito sulle nevi di casa di Verbier, piazzandosi 2ª in supergigante alle spalle della statunitense Cindy Nelson, e il 6 dicembre 1984 conquistò il primo sulle nevi di Puy-Saint-Vincent in discesa libera; nella medesima specialità ai Mondiali di Crans-Montana 1987 fu 11ª.
Ottenne il secondo e ultimo successo in Coppa del Mondo il 9 gennaio 1988 a Lech in supergigante; nello stesso anno partecipò ai XV Giochi olimpici invernali di Calgary 1988, sua prima presenza olimpica, classificandosi 7ª nella stessa specialità. Fece parte della rappresentativa elvetica anche ai Mondiali di Saalbach-Hinterglemm 1991, dove chiuse 4ª sempre in supergigante. L'anno seguente in occasione dei XVI Giochi olimpici invernali di Albertville 1992, sua ultima partecipazione olimpica, ottenne il 10º posto nel supergigante e il 18º nello slalom gigante. L'ultimo piazzamento della sua attività agonistica, nonché ultimo podio di carriera in Coppa del Mondo, fu il 3º posto nel supergigante di Crans-Montana del 19 marzo 1992.

## Palmarès

### Coppa del Mondo
- Miglior piazzamento in classifica generale: 11ª nel 1984
- 9 podi  (3 in discesa libera, 3 in supergigante, 3 in slalom gigante):
  - 2 vittorie
  - 1 secondo posto
  - 6 terzi posti

#### Coppa del Mondo - vittorie
| Data            | Località          | Paese   | Specialità |
| --------------- | ----------------- | ------- | ---------- |
| 6 dicembre 1984 | Puy-Saint-Vincent | Francia | DH         |
| 9 gennaio 1988  | Lech              | Austria | SG         |

Legenda:

DH = discesa libera

SG = supergigante

### Campionati svizzeri
- 3 medaglie (dati parziali, dalla stagione 1985-1986):
  - 3 ori (discesa libera[senza fonte] nel 1986; supergigante[senza fonte] nel 1989; slalom gigante[senza fonte] nel 1990)